# Алтай (район, Китай)
Алта́й (кит. упр. 阿勒泰, пиньинь Ālètài; уйг. ئالتاي شەھىرى / Алтай шәһири ‎; каз. التاي قالاسى / Алтай қаласы; дунг. Аләтэ / اَلْتَىْ) — городской уезд на севере Синьцзян-Уйгурского автономного района, место пребывания правительства округа Алтай, входящего в Или-Казахский автономный округ.

## География
Городской уезд Алтай имеет границы на северо-западе с уездом Бурчун, на западе с уездом Зимунай, на юге и востоке с уездом Бурултокай (Фухай), а на севере проходит государственная граница с Монголией, протяженность которой составляет 89 км. Расстояние до города Урумчи по автодороге 670 км и по воздуху 450 км.
Ландшафт в уезде составляют в основном предгорья. Но встречаются повсеместно горы, холмы, равнины. Здесь берет начало река Иртыш. Городской уезд расположен к югу от Алтайских гор и севернее озера Улюнгур, климат в городе резко континентальный. Лето жаркое и сухое, наблюдается большая разница дневных и ночных температур, зима холодная и ветреная. Температура января составляет −16,1°С, июля — +22,0 °C, среднегодовая — +4,3 °C. Осадков выпадает 175 мм в год.

## История
В связи с трудностью для Кобдоского хэбэй-амбаня контроля над кочевниками в районах Алтая, он в начале XX века обратился в Пекин с предложением образовать новый округ с самостоятельным амбанем во главе. Предложение было принято, и в 1908 году на месте джунгарского монастыря Шара-сумэ (кит. упр. 承化寺, палл. Чэнхуасы) была построена крепость в качестве резиденции нового управляющего. Вокруг монастыря и крепости постепенно вырос населённый пункт. В 1921 году был образован уезд Чэнхуа (承化县). В 1953 году он был переименован в уезд Атай (阿泰县), в 1954 — в уезд Алтай (阿勒泰县). 17 ноября 1984 года уезд Алтай был преобразован в городской уезд.
В декабре 2011 года посёлок Бэйтунь был выделен из состава городского уезда и перешёл в непосредственное подчинение правительства Синьцзян-Уйгурского автономного района, став городом субокружного уровня.

## Население
Языки: уйгурский, карамайский диалект китайского, казахский, мончакский и др.

## Административное деление
Городской уезд Алтай делится на 3 уличных комитета, 5 посёлков, 5 волостей и 1 национальную волость.

## Экономика

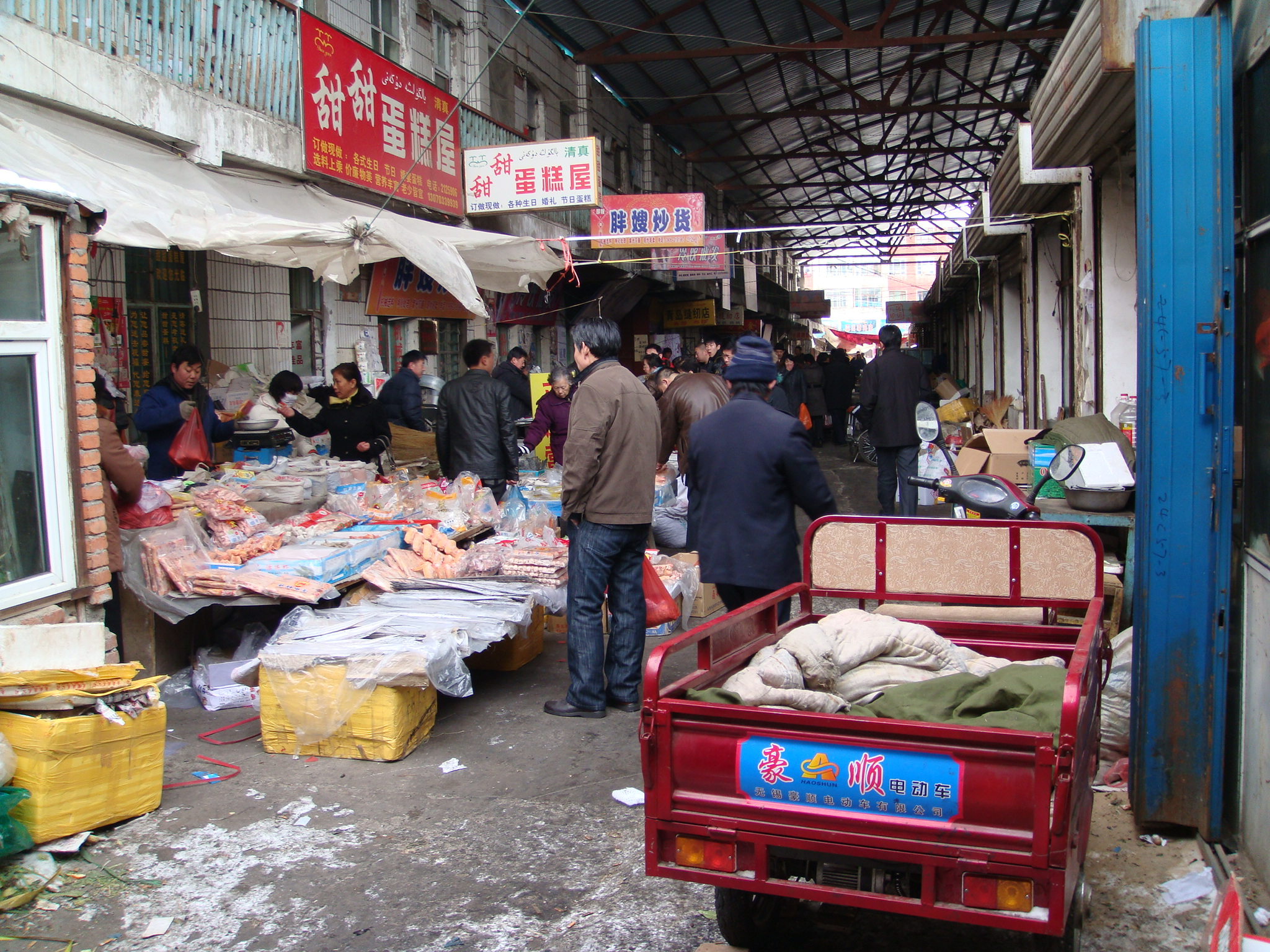
Рынок в Алтае

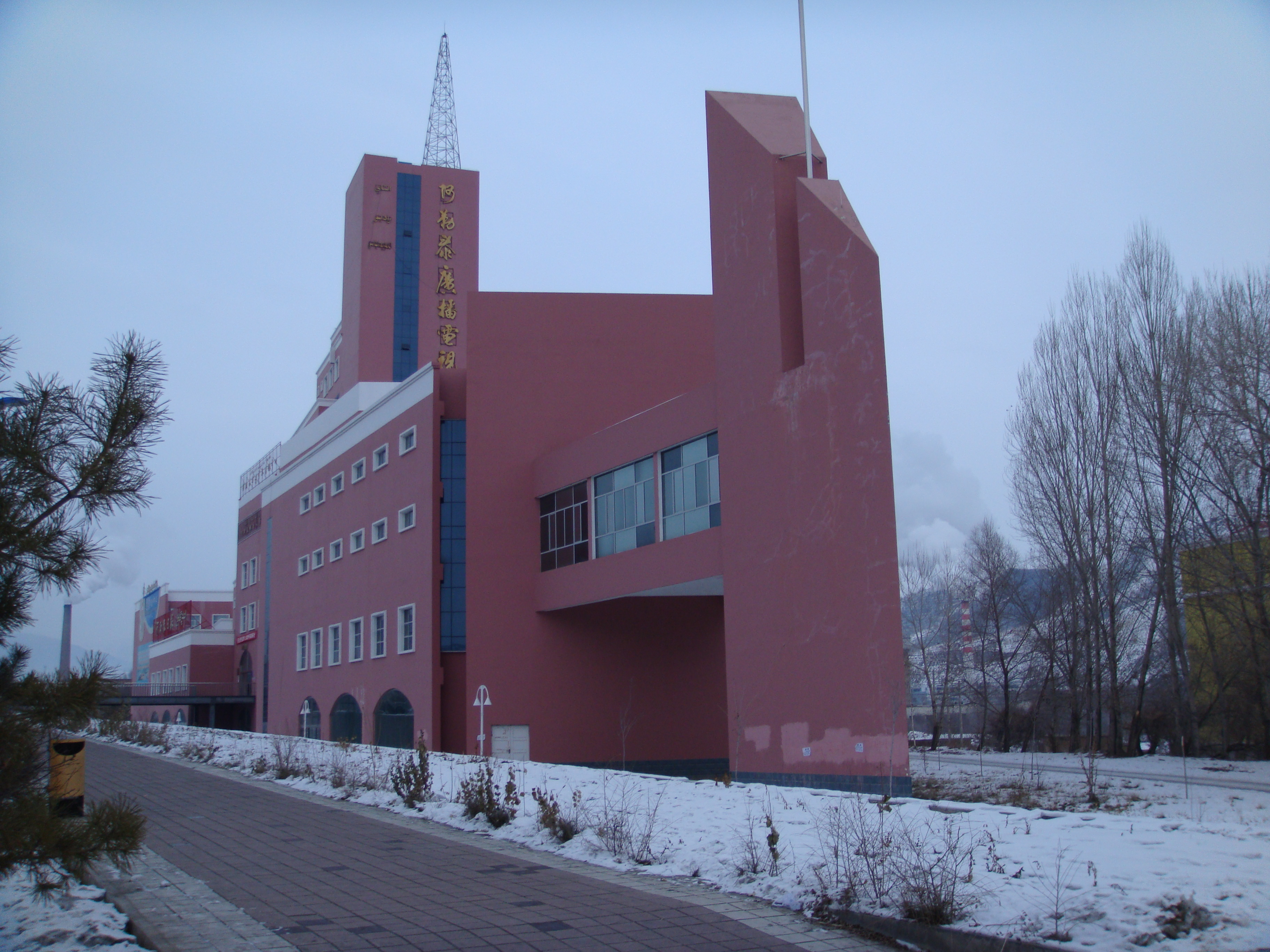
Офис региональной телерадио компании

В уезде разводят крупный рогатый скот, лошадей и овец, а также выращивают пшеницу, кукурузу, сахарную свёклу, рис, хлопок и лён.
Развиты электротехническая промышленность, машиностроение, а также обработка древесины, кожи, шерсти, хлопка и зерновых, производство сахара и мясных продуктов. Алтай богат лесными ресурсами, особенно елью и лиственницей сибирской.

## Транспорт

### Авиационный
- Аэропорт Алтай

### Автомобильный
- Годао 216 (Алтай — Балуньтай)
- Годао 217 (Алтай — Куча)
- Скоростная магистраль S21 (Алтай — Урумчи)[5][6]